# Théodore Jourdan
Pour les articles homonymes, voir Jourdan.
Théodore Antoine Louis Jourdan né à Salon-de-Provence le 29 juillet 1833 et mort à Marseille le 3 janvier 1908 est un peintre français.

## Biographie

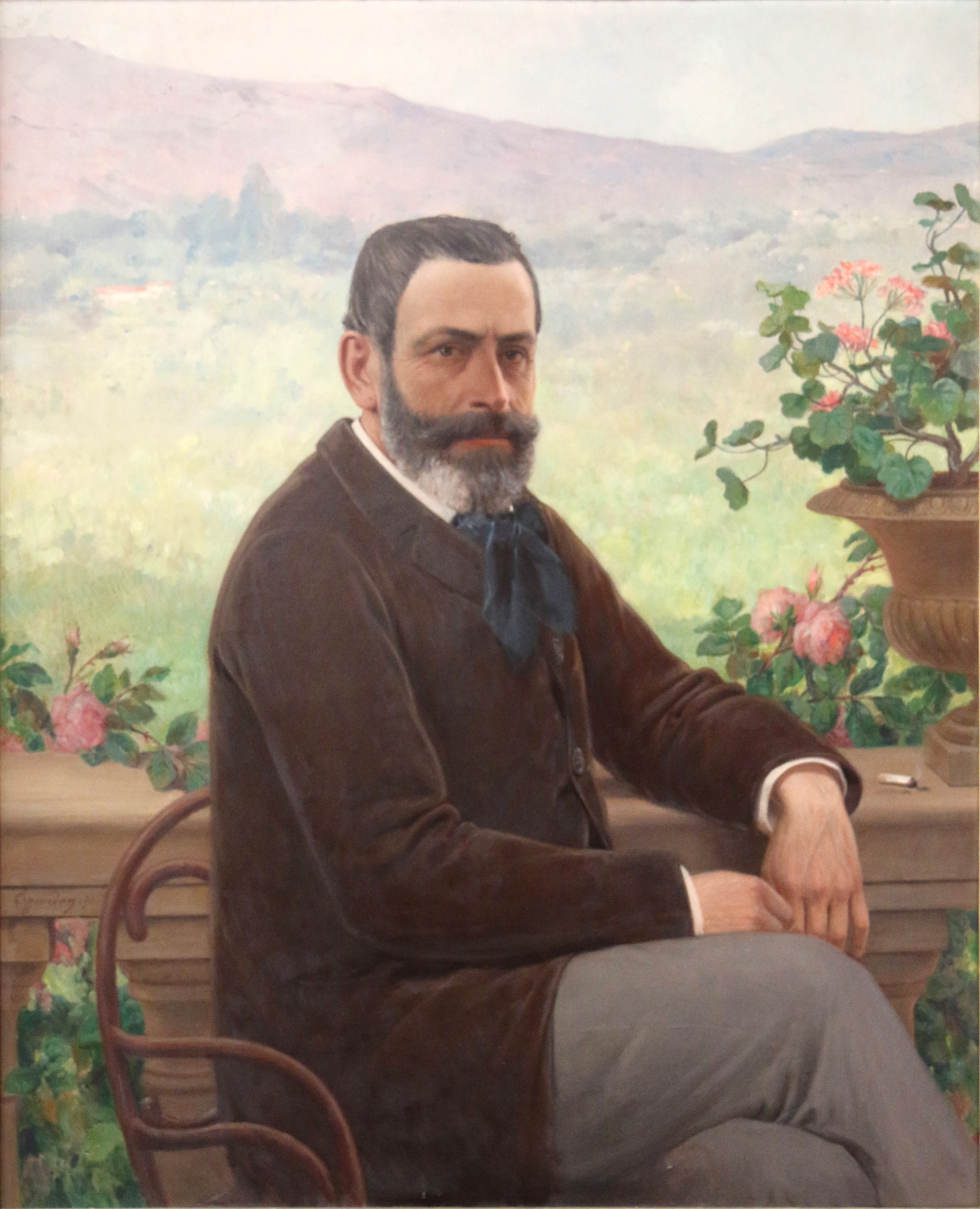
Portrait de Jean Roque, Marseille, Académie de Marseille.

Élève à l'école des beaux-arts de Marseille, Théodore Jourdan complète ses études dans l'atelier d'Émile Loubon à Paris.
Il peint essentiellement des sites de Provence et surtout des scènes pastorales où la représentation des moutons de la race locale du Mérinos d'Arles domine.
Il fait ses débuts à l'Exposition marseillaise de 1859 avec Une visite à Nazareth.
Il expose ensuite au Salon des artistes français à partir de 1865.
Il reçoit une médaille d'or à l'Exposition universelle de 1879 à Sydney.
Il enseigne à l'École des beaux-arts de Marseille de 1874 à 1903.
Il lègue à sa ville natale, Salon-de-Provence, 19 toiles de grand format ainsi que de nombreux dessins en échange d'une pension à vie à verser à sa veuve : ces toiles sont conservées dans une salle qui porte son nom dans le musée de Salon et de la Crau.

## Œuvres dans les collections publiques
- Aix-en-Provence , musée Granet : Un troupeau en Provence, 1880.
- Marseille :
  - Académie de Marseille :
    - Berger au bas de la colline Samatan (Marseille d'Antan), huile sur toile,115 × 150 cm[1]
    - Portrait de Jean Roque

  - musée des Beaux-Arts :
    - Le Passage du troupeau[2] ;
    - Retour d'un troupeau en Provence[3] ;
    - Troupeau de chèvres[4] ;
    - Portrait d'homme barbu[5].
- Tourcoing, MUba Eugène Leroy : Moutons à l'abreuvoir, 1881[6].
- Salon-de-Provence, musée de Salon et de la Crau :
  - Paquebot débarquant ses moutons à Marseille ;
  - Berger et ses moutons dans la Crau d'Arles ;
  - Troupeau dans la Crau ;
  - La Chevrière et son âne ;
  - Troupeau de moutons en avant-garde du troupeau ;
  - Avant l'aube sur la montagne ;
  - Berger et son troupeau sous le mistral ;
  - Chèvres sur la route de Cassis ;
  - La Récolte de courges en Provence ;
  - La Sortie de la bergerie ;
  - Bergère et son troupeau à Lourmarin ;
  - Chevrière conduisant son troupeau ;
  - Berger et son troupeau sous l'orage ;
  - Berger au pâturage :
  - La Sortie de Bergerie ;
  - Troupeau s'abreuvant à un ruisseau dans un sous-bois.

Œuvres de Théodore Jourdan, Salon-de-Provence, musée de Salon et de la Crau
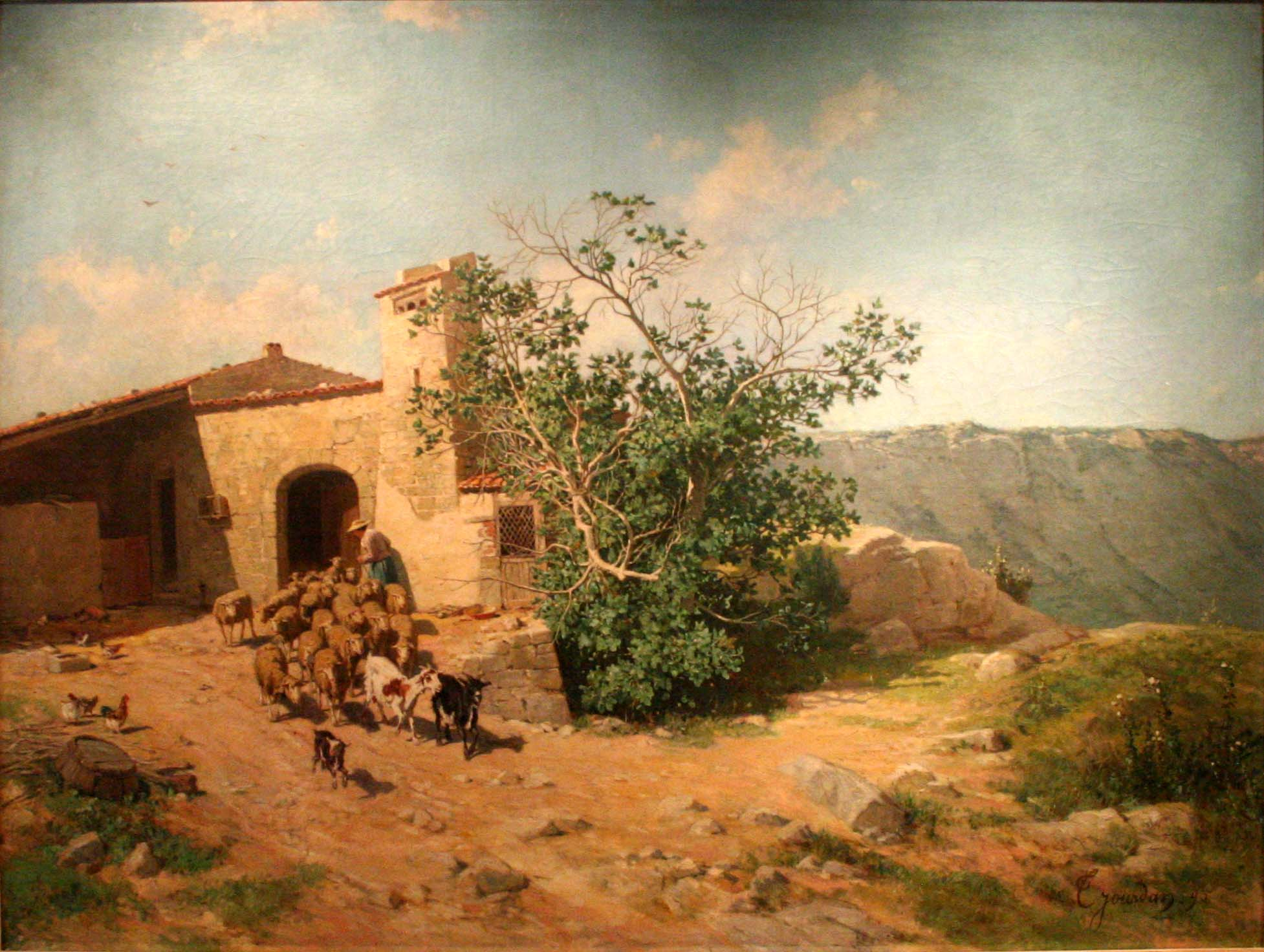
La Sortie de Bergerie
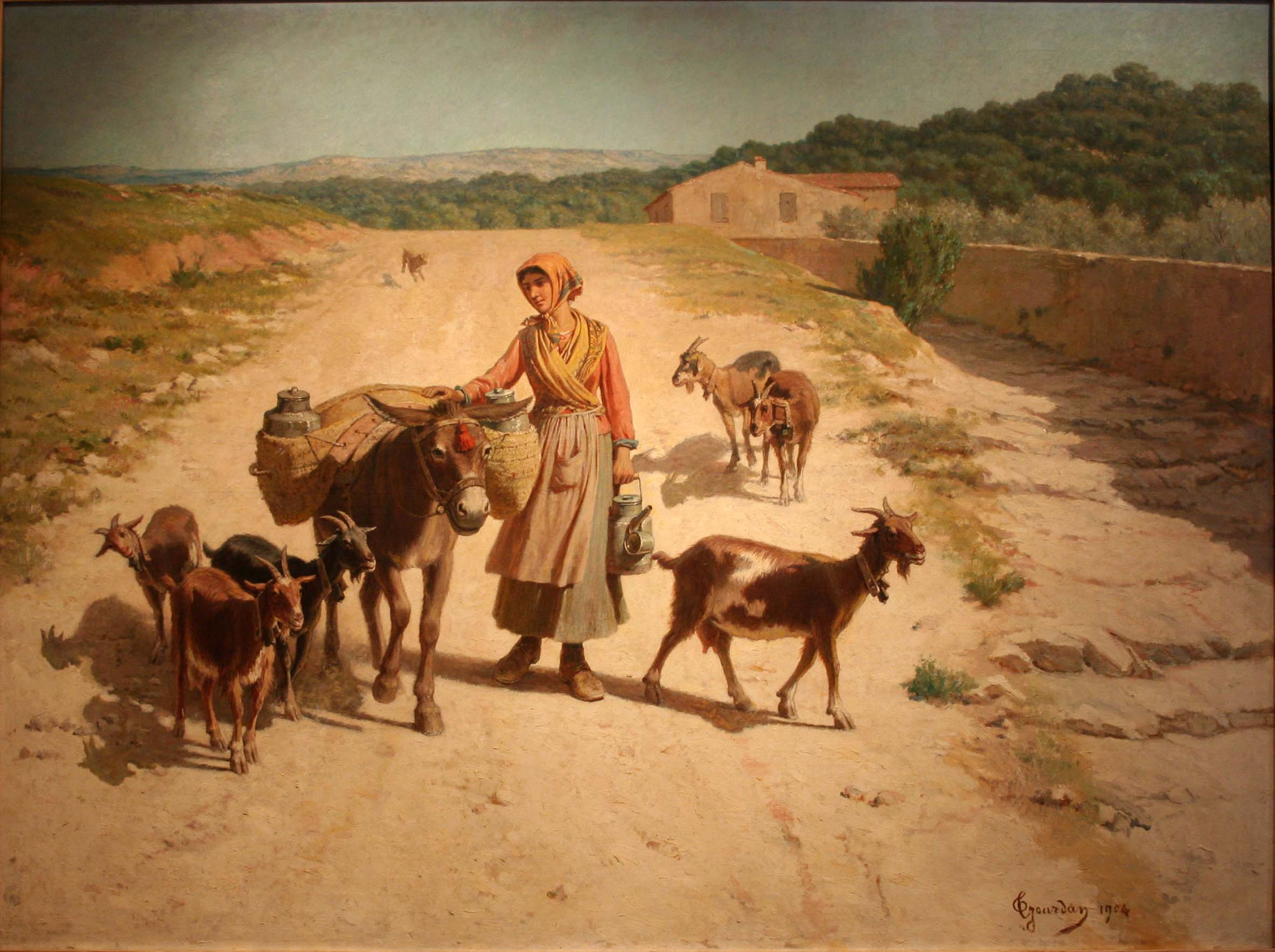
La Chevrière et son âne
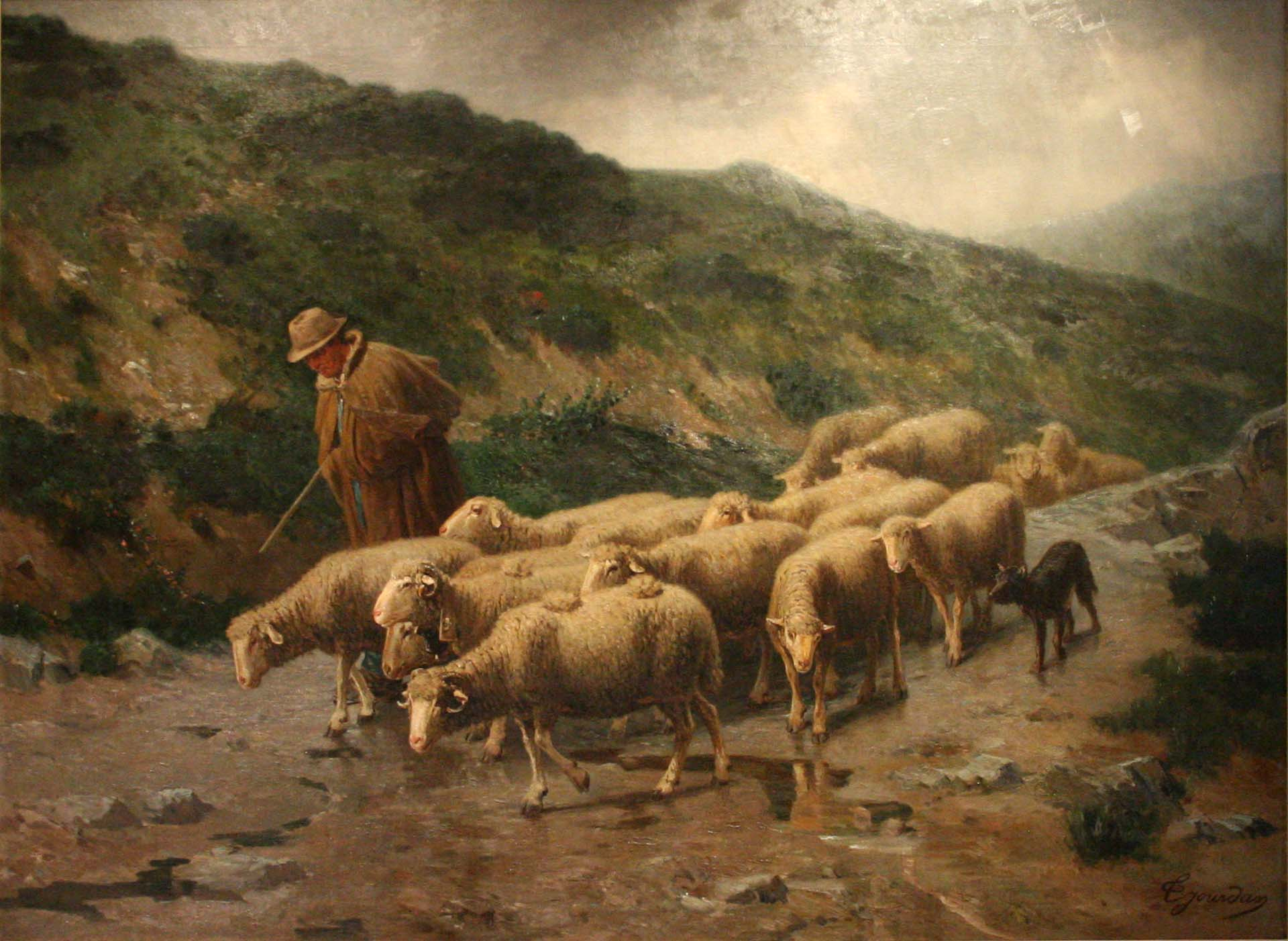
Berger et son troupeau sous l'orage
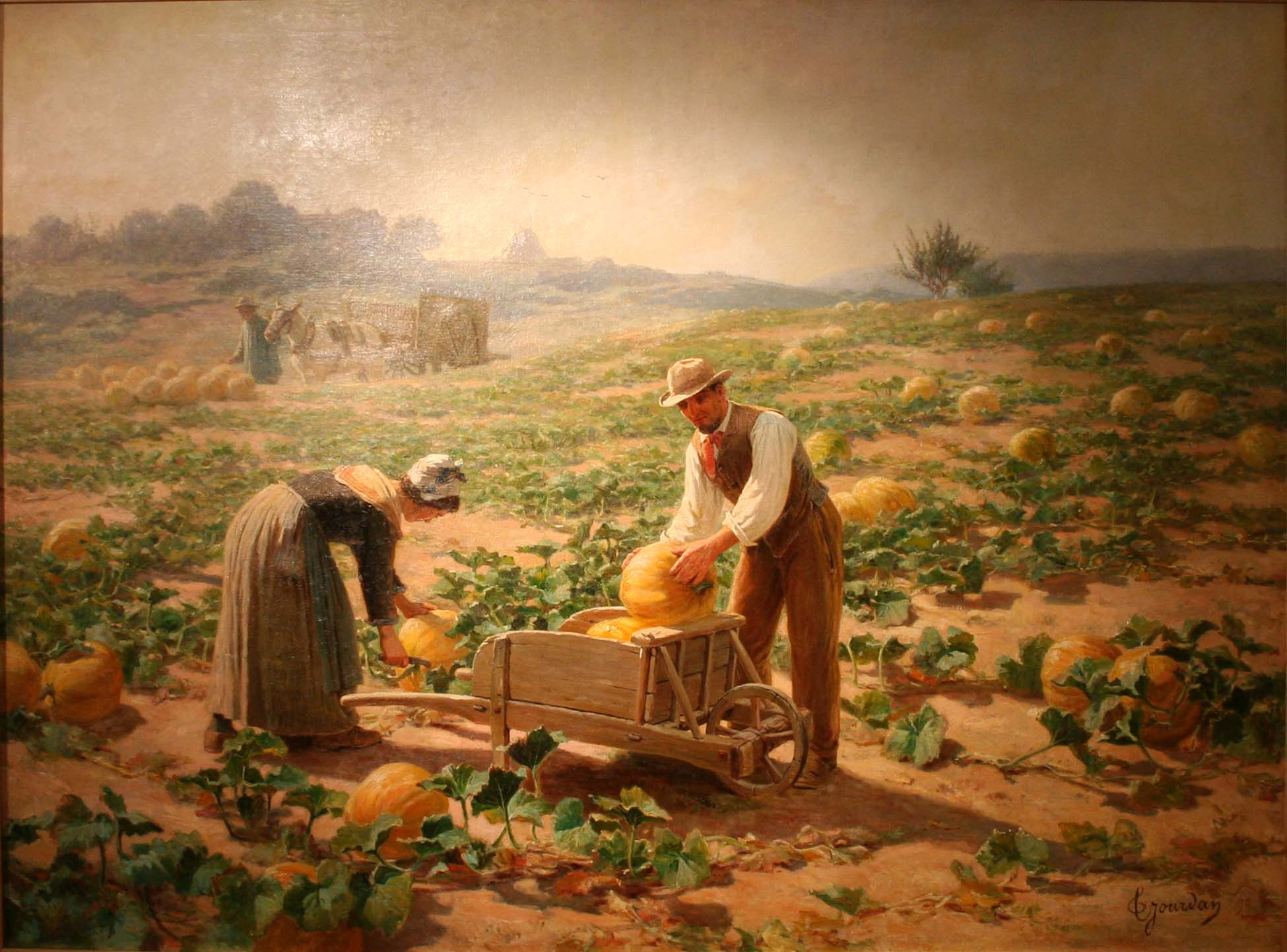
La Récolte des courges en Provence
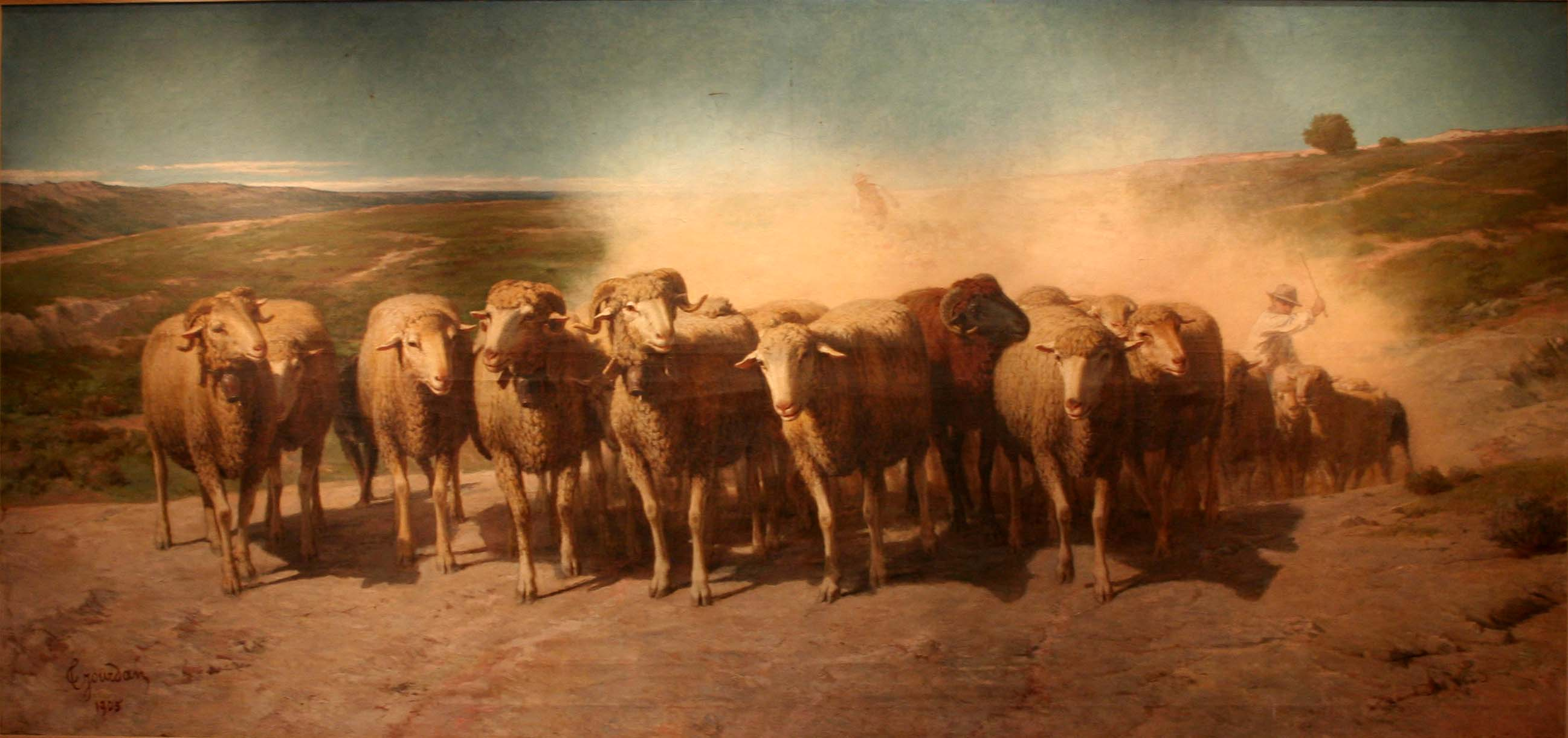
Troupeau de moutons en avant-garde du troupeau